# Anđelko Kvesić
Anđelko Kvesić (Uskoplje, 21. veljače 1969.), bivši hrvatski nogometaš i nogometni trener iz Bosne i Hercegovine. Igrao je na mjestu napadača.

## Karijera

### Igračka karijera
Nogometom se počeo baviti u Slogi iz Uskoplja, a dio omladinskog staža proveo je i u bugojanskoj Iskri.
Seniorsku karijeru započeo je 1988. u mostarskom Veležu, a kasnije je do 1991. igrao za Iskru, u Drugoj saveznoj ligi. U prvoj sezoni 1. HNL 1992. igrao je za Cibaliju iz Vinkovaca, kao posuđen igrač Zagreba, i upisao 18 prvenstvenih nastupa uz dva pogotka. U 1. HNL igrao je još za Zagreb (14 nastupa, 3 pogotka), Inker Zaprešić (6 nastupa), Dubravu (4 nastupa), Zadar (17 nastupa, 5 pogodaka), Segestu (66 nastupa, 6 pogodaka), TŠK Topolovac (16 nastupa 8 golova) i Kamen Ingrad (5 nastupa). Ukupno je u 1. HNL upisao 146 nastupa i postigao 24 pogotka igrajući za osam klubova što ga uz još petoricu nogometaša (Ačkar, Celiščak, Kosić, Rendulić i Zekić) čini rekorderom HNL-a po broju klubova.
U sezoni 2000./01. nastupao je za mostarski Zrinjski, za koji je upisao 17 prvenstvenih nastupa i pet pogodaka. Igrao je i za Brotnjo i Široki Brijeg.

### Trenerska karijera
Nakon kraja igračke karijere bavio se trenerskim poslom. Kao trener je radio, između ostalih, u Segesti, Sokolu iz Velike Ludine i Mladosti iz Petrinje.

## Vanjske poveznice
- Anđelko Kvesić na transfermarkt.com